# Strunzyt
Strunzyt – rzadki minerał, będący wtórnym fosforanem. 
Nazwany w 1957 roku przez Clifforda Frondela na cześć Karla Hugo Strunza (19102006)  profesora mineralogii, na Uniwersytecie Technicznym w Berlinie. 

## Właściwości
Krystalizuje w układzie trójskośnym. Wykształca okazy o pokroju igiełkowym, włóknistym, włosowatym, wyjątkowo rzadko słupkowe. Występuje w skupieniach równoległych i promienistych. Jest minerałem kruchym, półprzezroczystym do przezroczystego. Jest żółty i brązowy w odcieniach, posiada białą rysę oraz szklisty połysk. Często wykształca kryształy bliźniacze.

## Występowanie
Występuje w pegmatytach granitowych bogatych w fosfor oraz w wystąpieniach goethytowych rud żelaza. Powstaje również jako produkt przemiany tryfylitu w  pegmatytach granitowych. Towarzyszą mu beraunit, rockbridgeit, laueit, strengit, stewartyt, limonit, kwarc, pseudolaueit i apatyt.

## Miejsce występowania
Jest minerałem rzadkim. Jego typową lokalizacją jest Bawaria w Niemczech. Ponadto występuje także w Argentynie, Australii, Czechach, Brazylii, Francji, Portugalii i Stanach Zjednoczonych (Maine, New Hampshire i Dakota Południowa).